# Crocetta (Badia Polesine)
Crocetta è una frazione italiana di 309 abitanti del comune di Badia Polesine.

## Storia
Crocetta rappresentò un comune autonomo sino al 1928, quando venne soppresso: il capoluogo comunale (con 1.282 residenti) fu accorpato a Badia Polesine, mentre la frazione Pissatola (con 805 residenti) fu ceduta a Trecenta. Il suo codice ISTAT era 029808, mentre il codice catastale era D176.

## Monumenti e luoghi d'interesse

### Architetture religiose

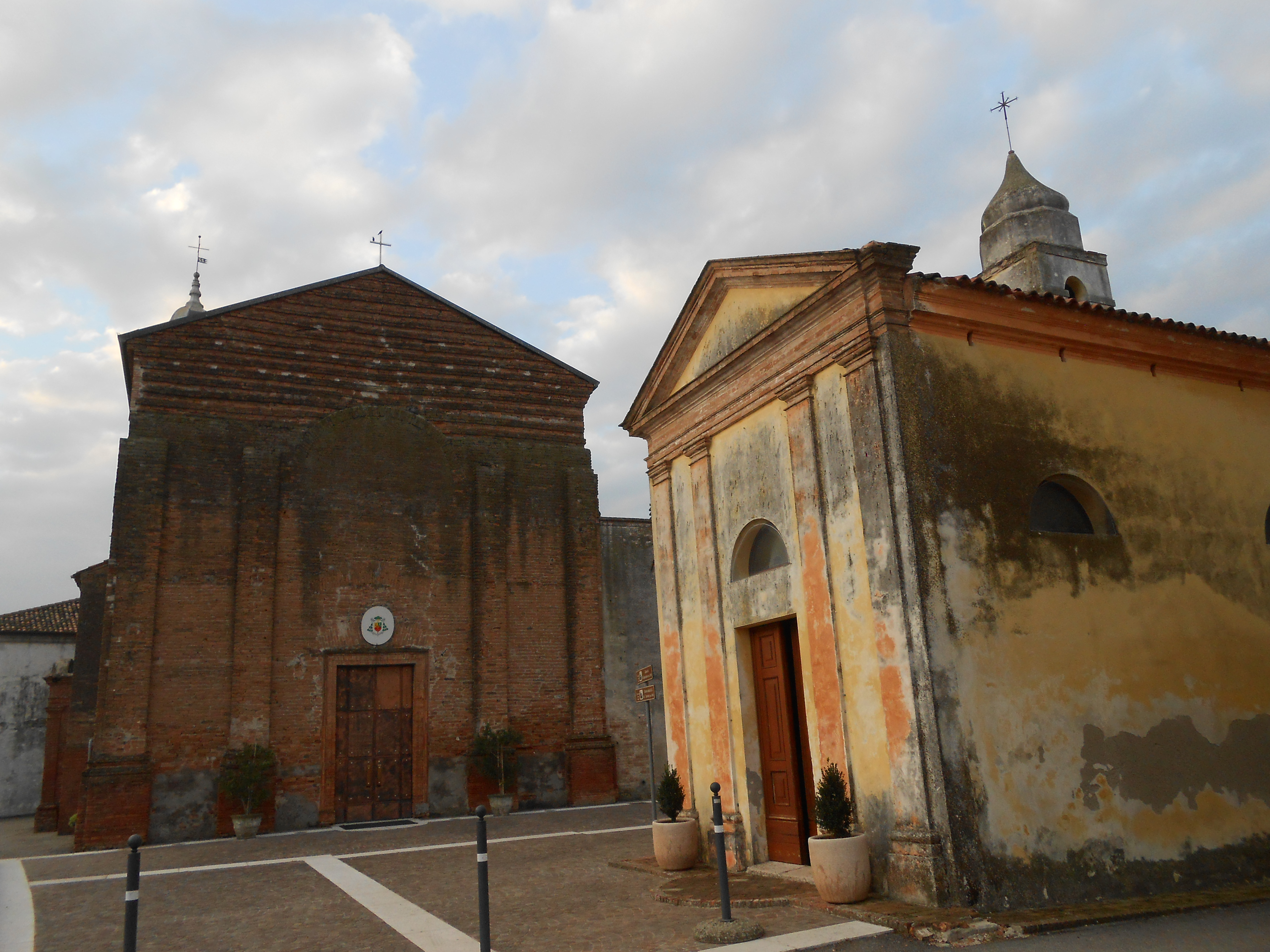
Chiesa di San Sebastiano col vicino oratorio della Beata Vergine del Carmine

- Chiesa di San Sebastiano (sec. XVIII)
- Oratorio della Beata Vergine del Carmine (sec. XVIII).

Abitanti censiti

## Infrastrutture e trasporti

### Strade
Presso Crocetta si trova un'uscita della Strada statale 434 Transpolesana che si collega alla vicina zona industriale.